# Võ Trọng Hệ
Võ Trọng Hệ (10 tháng 12 năm 1958 – 16 tháng 6 năm 2017) là một sĩ quan cấp cao của Quân đội nhân dân Việt Nam, hàm Thiếu tướng, nguyên Phó Giám đốc Học viện Quốc phòng, Tư lệnh Quân đoàn 4.

## Tiểu sử
Võ Trọng Hệ sinh ngày 10 tháng 12 năm 1958 tại xã Đức Lạng, huyện Đức Thọ, tỉnh Hà Tĩnh. Tháng 8 năm 1976, ông nhập ngũ và trở thành chiến sĩ Tiểu đoàn 72, Trung đoàn 96, Quân khu 5; bắt đầu học tại Trường Quân sự Quân khu 5. Đến tháng 10 năm 1978, ông được bổ nhiệm làm Trung đội trưởng, Phó đại đội trưởng Quân sự Đại đội 16, Trung đoàn 96, Sư đoàn 309, Mặt trận 479. Ngày 22 tháng 1 năm 1980, ông được kết nạp vào Đảng Cộng sản Việt Nam. Đến tháng 6 cùng năm thì ông đảm nhiệm Trợ lý Pháo binh, quyền Đại đội trưởng Tiểu đoàn 5 của Trung đoàn 96. Tháng 7 năm 1985, ông được thăng làm Phó Tham mưu trưởng của Trung đoàn. Tháng 9 năm sau, ông được cử đi học chỉ huy tham mưu tại Học viện Lục quân.
Từ tháng 7 năm 1988, ông lần lượt được bổ nhiệm làm Phó Trung đoàn trưởng Quân sự, Phó Trung đoàn trưởng – Tham mưu trưởng của Trung đoàn 96, quyền Trung đoàn trưởng Trung đoàn 250, Trung đoàn trưởng Trung đoàn 31 thuộc Sư đoàn 309, Quân đoàn 4. Năm 1996 và 1997, ông lần lượt được cử đi học tham mưu cấp trung sư đoàn tại Học viện Lục quân và chỉ huy tham mưu cấp chiến lược tại Học viện Quốc phòng. Ông được bổ nhiệm làm Phó Sư đoàn trưởng kiêm Tham mưu trưởng Sư đoàn 9 vào tháng 8 năm 1999 và điều làm Sư đoàn trưởng Sư đoàn 309 vào tháng 7 năm 2004.
Tháng 3 năm 2010, ông được bổ nhiệm làm Phó tư lệnh Quân đoàn 4 và được thăng làm Tư lệnh vào tháng 7 năm 2013. Đến tháng 10 năm 2016, ông được bổ nhiệm làm Phó Giám đốc Học viện Quốc phòng. Ngày 16 tháng 6 năm 2017, ông mất tại Thành phố Hồ Chí Minh do bị bệnh hiểm nghèo.

## Lịch sử phong quân hàm
| Năm thụ phong | 1997      | 2001   | 2013        |
| ------------- | --------- | ------ | ----------- |
| Cấp bậc       | Thượng tá | Đại tá | Thiếu tướng |

## Khen thưởng
- Huân chương Chiến công hạng Nhất.
- Huân chương Chiến sĩ vẻ vang hạng Nhất, Nhì, Ba
- Huy chương Quân kỳ Quyết thắng
- Huy hiệu 30 năm tuổi Đảng